# Pruppach (Roth)
Pruppach (fränkisch: Bruboch) ist ein Gemeindeteil der Kreisstadt Roth im Landkreis Roth (Mittelfranken, Bayern). Pruppach liegt in der Gemarkung Pfaffenhofen.

## Geografische Lage
Das Dorf befindet sich etwa drei Kilometer nördlich von Roth auf leicht erhöhter Lage und ist allseitig von Wäldern umgeben (Süden: „Pfaffenholz“, Norden: „Bierholz“, Nordosten: „Bindelehen“, Osten: „Lehlein“). Unmittelbar südlich des Dorfs verläuft in einem kleinen Tal der Finsterbach. Weiter südlich schließt sich rund 500 Meter entfernt Pfaffenhofen an; nördlich circa 2 Kilometer entfernt Rednitzhembach. Unmittelbar westlich des Ortes verläuft seit den 1980er Jahren die autobahnähnlich ausgebaute Bundesstraße 2. Eine Gemeindeverbindungsstraße führt zur Staatsstraße 2409 (1,1 km westlich) bzw. über den Ort Treffersäge nach Meckenlohe (2,5 km östlich).

## Geschichte
Aus einer auf ca. 1190 zu datierenden Lehenurkunde des Bamberger Domkapitels, die das Amt Roth beschreibt, geht hervor, dass dieser Ort im Gebiet dieses Amtes gelegen haben muss. Möglicherweise wurde der Ort 1321 als „Pruhpach“ erstmals urkundlich erwähnt, mit Sicherheit 1340 als „Prvchbach“. Der Ortsname leitet sich von einem gleichlautenden Flurnamen ab, dessen Bestimmungswort das althochdeutsche Wort „Bruch“ (= Sumpf) ist. Demnach bezeichnet der Flurname einen sumpfigen Bach. Gemäß dieser Urkunde verkaufte die Truchsessin Adelheid von Aurach, genannt Adelheid zu Engeltal, dem Kloster Engeltal bei Hersbruck zwei Bauernhöfe.
Im Urbar für das burggräfliche Amt Roth, das ca. 1360 aufgestellt wurde, hatte das Amt einen Anspruch auf 4 Lehen und einen weiteren Untertan. Im Urbar von 1380 wurden diese als 5 Huben bezeichnet, im Urbar des nunmehr markgräflichen Amtes Roth, das 1434 aufgestellt wurde, wurden diese als 5 Gütlein bezeichnet.
Zu Beginn des Dreißigjährigen Krieges gab es sieben Höfe, die jedoch alle im Krieg abbrannten. Eine neue Besiedlung setzte ab 1648 zaghaft ein, die neuen Einwohner waren wohl Glaubensflüchtlinge aus dem heutigen Oberösterreich. 1671 wurde der Pfarrlehnhof, der heute noch steht, neu aufgebaut. Laut den Oberamtsbeschreibungen des Jahres 1732 von Johann Georg Vetter gab es in Pruppach 7 Anwesen, von denen 6 Anwesen das Kastenamt Roth als Grundherrn hatten und 1 Anwesen das Richteramt Schwand.
Gegen Ende des 18. Jahrhunderts gab es in Pruppach 7 Anwesen und ein Gemeindehirtenhaus. Das Hochgericht übte das brandenburg-ansbachische Richteramt Schwand aus. Die Dorf- und Gemeindeherrschaft hatte das Kastenamt Roth. Grundherren waren das Kastenamt Roth (5 Ganzhöfe, 1 Leerhaus) und das Richteramt Schwand mit der Kirche Pfaffenhofen und der Pfarrei Schwand (1 Ganzhof). 1801 gab es im Ort 6 Anwesen.
Von 1797 bis 1808 unterstand der Ort dem Justiz- und Kammeramt Roth. Im Rahmen des Gemeindeedikts wurde Pruppach dem 1808 gebildeten Steuerdistrikt Pfaffenhofen und der 1811 gegründeten Ruralgemeinde Pfaffenhofen zugeordnet. Im Zuge der Gebietsreform in Bayern wurde Pruppach am 1. Juli 1971 nach Roth eingemeindet.
Ursprünglich gingen die Kinder in die Grundschule nach Schwand, ab 1906 nach Pfaffenhofen. Bereits 1923 gab es elektrische Strom, 1963 wurde eine moderne Zufahrtsstraße zur Staatsstraße 2409 gebaut. In der Nachkriegszeit ist eine Neubausiedlung entstanden, die rasch größer wurde als der Altort. Die letzte größere Änderung des Ortsbilds erfolgte in den 1990er Jahren, als im Osten des Dorfs die Neubausiedlung „Fuchsweg“ entstand.

### Baudenkmäler
In Pruppach gibt es drei Baudenkmäler:
- Finsterbachstr. 15: Türgewände
- Treffersäge 14a: Treffersäge, Wohnhaus der Sägemühle
- Kreuzsteinrest

### Einwohnerentwicklung
| Jahr      | 001818 | 001840 | 001861 | 001871 | 001885 | 001900 | 001925 | 001950 | 001961 | 001970 | 001987 | 002014 | 002018 |
| Einwohner | 65     | 66     | 96     | 71     | 86     | 63     | 76     | 127    | 179    | 232    | 442    | 507    | 513    |
| Häuser    | 13     | 12     |        |        | 14     | 13     | 15     | 20     | 45     |        | 108    |        |        |
| Quelle    | [ 18 ] | [ 19 ] | [ 20 ] | [ 21 ] | [ 22 ] | [ 23 ] | [ 24 ] | [ 25 ] | [ 26 ] | [ 27 ] | [ 28 ] |        | [ 29 ] |

## Religion
Pruppach ist seit der Reformation evangelisch-lutherisch geprägt und war ursprünglich nach St. Johannes der Täufer (Schwand bei Nürnberg) gepfarrt, seit 1963 ist die Pfarrei St. Ottilia (Pfaffenhofen) zuständig. Die Katholiken sind nach Herz Jesu (Büchenbach) gepfarrt.

## Dorfleben

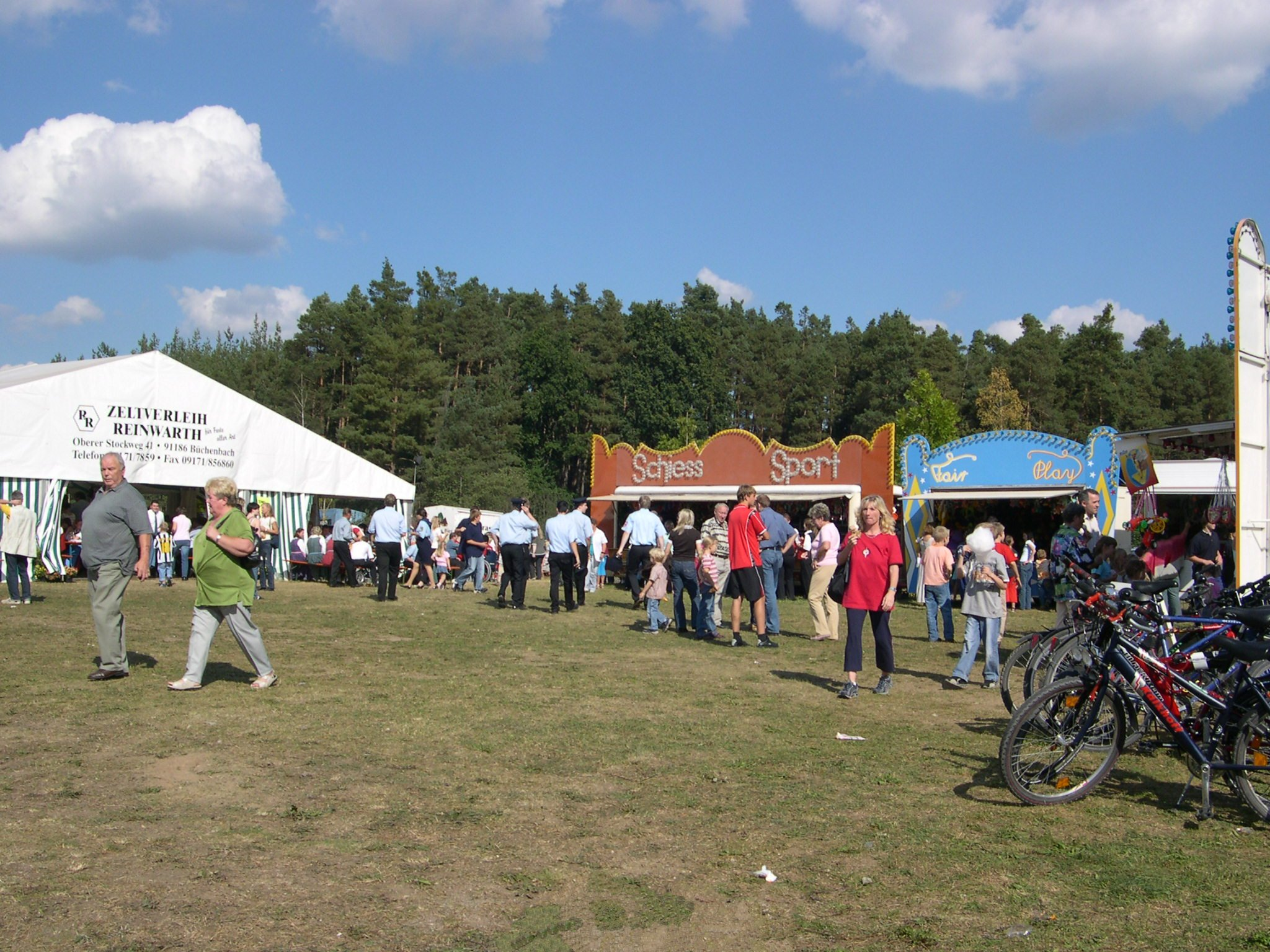
Festzeltplatz des Feuerwehrfests 2006

Trotz der vergleichsweise geringen Ortsgröße gibt es in Pruppach ein reges Vereinsleben. Viele der Einwohner engagieren sich bei der Freiwilligen Feuerwehr, den Eisstockschützen, dem Lederhosenstammtisch oder dem Frauentreff. Besonders die Freiwillige Feuerwehr Pruppach richtet viele Dorffeste aus. Das Dorfleben kreist um das Gasthaus „Zur Linde“, auch gibt es einen Hofladen.